# Cyril Jeunechamp
Cyril Jeunechamp (Nîmes, 18 december 1975) is een voormalig Frans professioneel voetballer die speelde als rechtsback. Zijn laatste club was Montpellier HSC.

## Carrière
Jeunechamp speelde voor Nîmes Olympique, AJ Auxerre en SC Bastia, voor hij zich in 2002 aansloot bij Stade Rennes. Bij die club speelde hij vijf jaar, voordat hij naar OGC Nice ging, waar hij twee seizoenen lang voor speelde. Montpellier HSC was hierna de nieuwe club voor de verdediger. Hij tekende tot medio 2012 bij de club. In zijn laatste contractjaar werd Montpellier voor het eerst in de clubgeschiedenis kampioen van de Ligue 1, waarna zijn verbintenis verlengd werd.
In december 2012 had Jeunechamp echter een aanvaring met een journalist en na een rake tik van de voetballer werd hij voor één jaar geschorst door de Franse voetbalbond (FFF). De reden van de aanvaring, na afloop van een duel met Valenciennes FC, was dat de desbetreffende journalist zich negatief had uitgelaten over Jeunechamp in een artikel. Op 37-jarige leeftijd leek de rechtsback te moeten stoppen. Hij liet nog weten in beroep te willen gaan, maar daar zag hij toch van af.